# Centro Olímpico de Mountain Bike

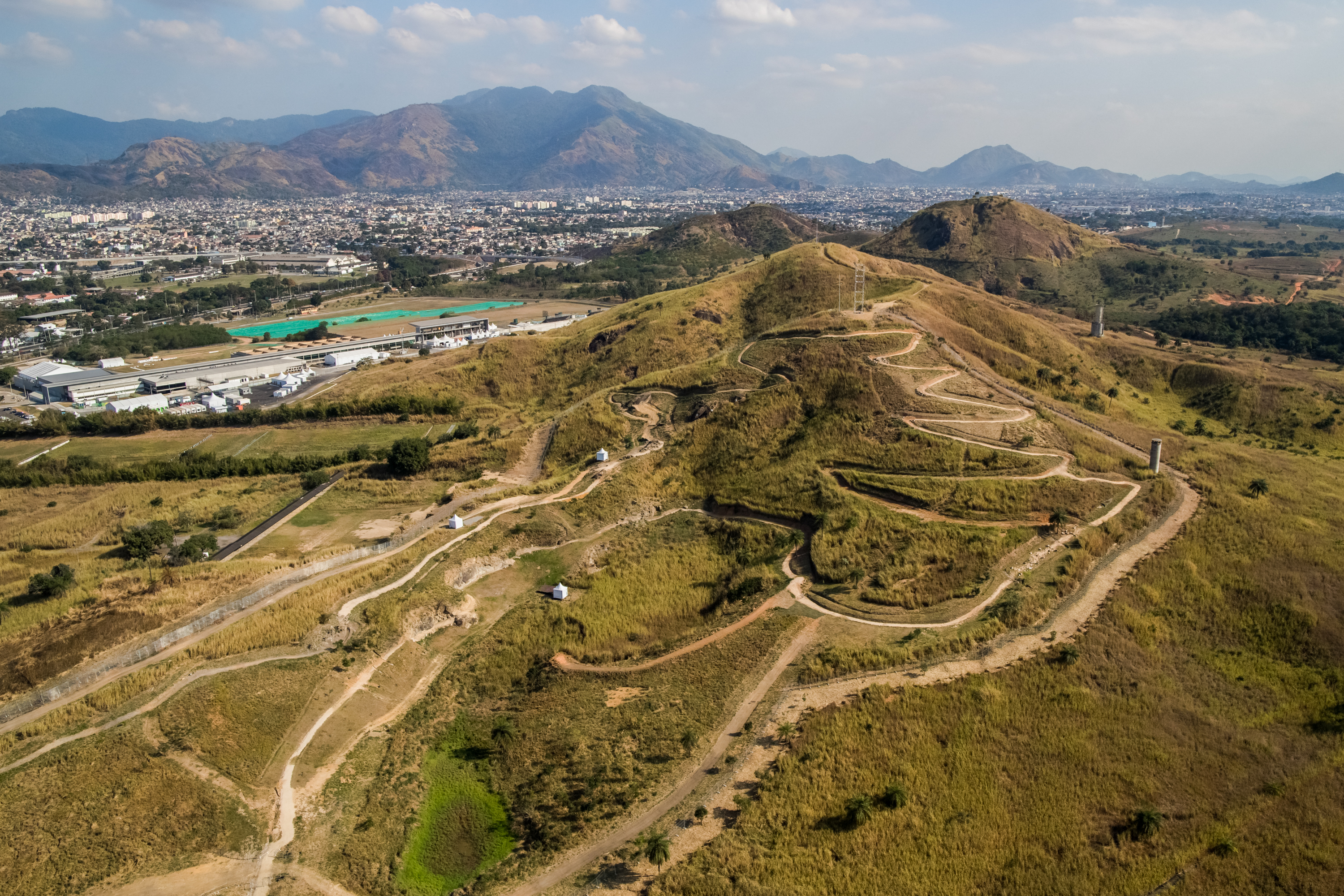
Centro Olímpico de Mountain Bike

O Centro de Moutain Bike é um espaço de ciclismo no Parque Olímpico de Deodoro, localizado no bairro de Deodoro, na zona oeste do Rio de Janeiro, Brasil.
A instalação sediou os eventos de mountain bike para os Jogos Olímpicos de Verão de 2016.